# 伊勢大夢
伊勢 大夢（いせ ひろむ、1998年3月7日 - ）は、熊本県熊本市出身のプロ野球選手（投手）。右投右打。横浜DeNAベイスターズ所属。

## 経歴

### プロ入り前
小学4年生から野球を始め、当初は内野手としてプレー。中学では軟式野球部に所属し、内野手兼投手を務めた。
九州学院高等学校では1年秋から活躍。2年秋の公式戦は1人で投げ抜いていた。全国大会には春夏合わせて2回出場。3年春に出場した第87回選抜高等学校野球大会では八戸学院光星相手に9回完投したものの、9失点し初戦敗退した。3年夏の第97回全国高等学校野球選手権大会では遊学館相手に8回を投げて5失点の成績だった。また、このとき1年生で4番を務めていたのが村上宗隆だった。1学年年下にはのちにベイスターズで同僚となる吉野光樹が居た。
明治大学進学後は、同期の森下暢仁とともに1年春からリーグ戦で登板していたが、2年時に肩と肘の故障で投球できない時期もあった。当初は抑え投手として登板していたが3年春のリーグ戦で対東大戦で先発初登板を果たし、慶応義塾大学戦では初完封を記録している。4年春には第68回全日本大学野球選手権大会に出場し、準決勝の東農大北海道オホーツク戦では3回から救援登板し、7回を1安打完封の好投を見るなど活躍。第6回世界大学野球選手権大会にて代表に選出された。大学の3学年上にはベイスターズでも同僚となる佐野恵太、1学年下には入江大生、2学年下には竹田祐もいた。
2019年10月17日に行われたドラフト会議で横浜DeNAベイスターズから3位指名を受け、契約金6000万円、年俸1000万円で入団した（金額は推定）。背番号は13。担当スカウトは八馬幹典。

### DeNA時代
2020年は、開幕を一軍で迎え、プロ初登板は開幕2戦目の6月20日の広島東洋カープ戦（横浜スタジアム）で、5番手投手として登板し、1回1失点だった。10月10日の阪神タイガース戦（甲子園球場）で、同点の5回から登板し2イニングを無失点に抑えるとチームは逆転勝利し、プロ初勝利を手にした。最終的に33試合に登板し、3勝1敗4ホールド、防御率1.80を記録した。12月9日の契約更改では1100万円増の推定年俸2100万円で更改した。
2021年は、前半戦こそ一軍と二軍の昇降格を繰り返していたものの、終盤の10月になると抑えを務めていた三嶋一輝や山﨑康晃の不振により、セーブシチュエーションでの登板を2度任された。しかしいずれも失敗に終わり、その後は抑えとしての登板は無かった。最終的には39試合の登板で0勝1敗6ホールド、防御率2.80を記録した。12月2日の契約更改では660万円増の推定年俸2760万円で更改した。
2022年は、春季キャンプで自ら志願し150球の投げ込みを行い、投球フォームの改良に取り組む。オープン戦では打ち込まれ、開幕当初はビハインドの場面でのリリーフ登板を任されていたが、開幕から21試合連続無失点と打者を完璧に抑える登板を続け、クローザーの山﨑康晃に繋ぐセットアッパーにまでのし上がった。7月9日の読売ジャイアンツ戦（東京ドーム）では、山﨑の連投が続いた影響で、8回途中と9回を回跨ぎ登板し無失点に抑え、プロ初セーブを記録。7月にはオールスターゲームに監督推薦で初選出された。9月14日の中日ドラゴンズ戦（バンテリンドーム ナゴヤ）では、1点リードの8回に登板し無失点に抑え、球団新記録となる34ホールド目を挙げた。順位争いも佳境に入った9月22日の巨人戦では伊勢とともに勝利の方程式としてチームを支えてきたE.エスコバーが無死満塁のピンチを招いて降板するが、「いつもチームを救っているエスコバーが打たれてしまったので、絶対にカバーしようと思いました」と強い気持ちでマウンドに向かい、三者凡退に切って取るなど、チームの2位躍進に大きく貢献した。自身は最優秀中継ぎのタイトルを争い、獲得とはならなかったものの、セ・リーグトップの71試合に登板し、防御率1.72、球団記録となるホールドは39、ホールドポイントは42にまで伸ばし、飛躍のシーズンとなった。12月1日の契約更改では、前年から6440万円増となる推定年俸9200万円の大幅アップで更改した。
2023年は、開幕から13試合連続無失点と前年に続きスタートダッシュを成功させるも、交流戦に入って以降は打たれる場面が増え、7月30日の東京ヤクルトスワローズ戦（明治神宮野球場）から8月4日の阪神タイガース（横浜スタジアム）戦にかけて3試合連続失点を喫し、5敗を記録するなどセットアッパーとしての役割を果たせない試合が続いた。最終的には開幕から一度も二軍に落ちることなく58試合に登板、4勝6敗2セーブ、33ホールド、防御率3.22を記録。12月5日の契約更改では、1800万円増の推定年俸1億1000万円と1億円の大台を突破した。
2024年もセットアッパーの役割を務めていたものの、5月24日の広島戦、30日の東北楽天ゴールデンイーグルス戦（ともに横浜スタジアム）と登板2試合連続で3失点を喫し、31日に二軍降格となった。投球フォームの崩れも要因のひとつとしてコンディション不良に陥り、二軍でも球速が140km/h程度にとどまっていた。一時は実戦から離れて「ミニキャンプ」として調整したのち、二軍戦10試合で自責点0と状態を上げ、8月13日に一軍に復帰した。徐々に本来の投球を取り戻し、9月20日のヒーローインタビューでは「状態が戻ってきて、やっと伊勢になってきたかなという感じです」と語った。10月1日の登板では背中の張りを訴えて7球で緊急降板。伊勢の異変に捕手の戸柱恭孝がいち早く気付き、大事には至らなかった。10月5日には通算100ホールドを記録。レギュラーシーズンは37試合に登板し、2勝3敗18ホールド、防御率3.62を記録。クライマックスシリーズでは5試合に登板し、巨人と対戦したファイナルステージ第6戦（東京ドーム）では同点の7回、8回を2イニング連続無失点に抑え、9回表に牧秀悟が決勝の適時打を打ちチームは日本シリーズに進出。福岡ソフトバンクホークスと対戦した日本シリーズでは4試合に登板し被安打1の無失点に抑え、球団26年ぶりの日本シリーズ制覇に貢献。ポストシーズン通して失点を許さなかった。12月12日、1750万円減となる推定年俸9250万円で契約を更改し、球団に対し先発転向を希望した。

## 選手としての特徴
サイドスロー気味のスリークォーターから投げる最速154km/hのストレートとスライダー、フォークが武器。その他の持ち球は、カットボール、シンカー、チェンジアップ。プロ入り後、2023年5月5日の東京ヤクルトスワローズ戦の8回裏に濱田太貴に3点本塁打を打たれるまで、一度もストレートを投じて本塁打を打たれたことがなかった。
プロ入り当初はコントロールを課題に挙げていたが、2022年の春季キャンプにて小谷正勝から助言で、腕だけで投げるのではなく、体の軸と回転を意識した投球フォームを習得した結果、体のブレも無くスムーズに投げることができるようになり、コントロールの精度が上がった。

## 人物
幾度もピンチを救う姿に、ファンからは「伊勢大明神」と呼ばれることがある。またドラフト同期・同学年である蝦名達夫とのコンビはファンから「イセエビ」と呼ばれ、親しまれている。
幼少期の夢はサッカー選手であったが、小学生の頃に父の勤め先であるホンダ熊本の野球の試合を観戦したのがきっかけで野球選手を目指すようになった。
村上宗隆は伊勢の高校の2学年後輩にあたるが、在学時から先輩後輩の垣根なく接していたため伊勢がドラフト指名された際には、村上から「おめでとう。ほんと良かったね」といつも通りタメ口で祝福の連絡がきた。
リリーフとして待機している際にブルペンでは投げすぎないようにしており、出番の前には10球以内、暖かい日は3球ぐらいで肩を作っている。
髪型は、2025年7月時点ではパーマをあてている。金髪にしていた時期もあるが、SNSのDMで「金髪豚野郎」と来たことを理由に辞めている。

## 詳細情報

### 年度別投手成績
| 年 度     | 球 団     | 登 板 | 先 発 | 完 投 | 完 封 | 無 四 球 | 勝 利 | 敗 戦 | セ 丨 ブ | ホ 丨 ル ド | 勝 率 | 打 者 | 投 球 回 | 被 安 打 | 被 本 塁 打 | 与 四 球 | 敬 遠 | 与 死 球 | 奪 三 振 | 暴 投 | ボ 丨 ク | 失 点 | 自 責 点 | 防 御 率 | W H I P |
| --------- | --------- | ----- | ----- | ----- | ----- | -------- | ----- | ----- | -------- | ----------- | ----- | ----- | -------- | -------- | ----------- | -------- | ----- | -------- | -------- | ----- | -------- | ----- | -------- | -------- | ------- |
| 2020      | DeNA      | 33    | 1     | 0     | 0     | 0        | 3     | 1     | 0        | 4           | .750  | 143   | 35.0     | 28       | 2           | 12       | 1     | 2        | 39       | 0     | 0        | 9     | 7        | 1.80     | 1.14    |
| 2021      | DeNA      | 39    | 0     | 0     | 0     | 0        | 0     | 1     | 0        | 6           | .000  | 144   | 35.1     | 30       | 0           | 15       | 2     | 1        | 38       | 2     | 0        | 11    | 11       | 2.80     | 1.27    |
| 2022      | DeNA      | 71    | 0     | 0     | 0     | 0        | 3     | 3     | 1        | 39          | .500  | 269   | 68.0     | 52       | 1           | 17       | 4     | 5        | 69       | 2     | 0        | 14    | 13       | 1.72     | 1.01    |
| 2023      | DeNA      | 58    | 0     | 0     | 0     | 0        | 4     | 6     | 2        | 33          | .400  | 212   | 50.1     | 54       | 6           | 16       | 2     | 0        | 43       | 0     | 0        | 21    | 18       | 3.22     | 1.39    |
| 2024      | DeNA      | 37    | 0     | 0     | 0     | 0        | 2     | 3     | 0        | 18          | .400  | 129   | 32.1     | 28       | 5           | 5        | 0     | 2        | 28       | 1     | 0        | 13    | 13       | 3.62     | 1.02    |
| 通算：5年 | 通算：5年 | 238   | 1     | 0     | 0     | 0        | 12    | 14    | 3        | 100         | .462  | 897   | 221.0    | 192      | 14          | 65       | 9     | 10       | 217      | 5     | 0        | 68    | 62       | 2.52     | 1.16    |

- 2024年度シーズン終了時
- 各年度の太字はリーグ最高

### 年度別守備成績
| 年 度 | 球 団 | 投手  | 投手  | 投手  | 投手  | 投手  | 投手     |
| 年 度 | 球 団 | 試 合 | 刺 殺 | 補 殺 | 失 策 | 併 殺 | 守 備 率 |
| ----- | ----- | ----- | ----- | ----- | ----- | ----- | -------- |
| 2020  | DeNA  | 33    | 3     | 3     | 0     | 0     | 1.000    |
| 2021  | DeNA  | 39    | 1     | 6     | 0     | 1     | 1.000    |
| 2022  | DeNA  | 71    | 4     | 15    | 0     | 1     | 1.000    |
| 2023  | DeNA  | 58    | 5     | 8     | 0     | 0     | 1.000    |
| 2024  | DeNA  | 37    | 6     | 3     | 0     | 1     | 1.000    |
| 通算  | 通算  | 238   | 19    | 35    | 0     | 3     | 1.000    |

- 2024年度シーズン終了時
- 各年度の太字はリーグ最高

### 記録
初記録
投手記録
- 初登板：2020年6月20日、対広島東洋カープ2回戦（横浜スタジアム）、9回表に5番手で救援登板・完了、1回1失点（自責0）[18][56]
- 初奪三振：同上、9回表に田中広輔から見逃し三振[56]
- 初先発：2020年8月23日、対中日ドラゴンズ12回戦（ナゴヤドーム）、2回無失点
- 初ホールド：2020年9月4日、対広島東洋カープ15回戦（マツダスタジアム）、4回裏に2番手で救援登板、1/3回を無失点
- 初勝利：2020年10月10日、対阪神タイガース19回戦（阪神甲子園球場）、5回裏に3番手で登板、2回無失点2奪三振[57][58]
- 初セーブ：2022年7月9日、対読売ジャイアンツ12回戦（東京ドーム）、8回裏二死に2番手で救援登板・完了、1回1/3無失点[25][59]

打撃記録
- 初打席：2020年8月23日、対中日ドラゴンズ12回戦（ナゴヤドーム）、3回表に大野雄大から四球

その他の記録
- オールスターゲーム出場：1回（2022年）

### 背番号
- 13（2020年 - ）

### 登場曲
- 「Stand By You」Official髭男dism（2020年 - ）